# Estrela fixa
Estrelas fixas (do latim stellae fixae) são objetos celestes que aparentam não mover em relação a outras estrelas no céu noturno. Portanto, uma estrela fixa é qualquer estrela com exceção do Sol. Nebulosas ou outros corpos celestes de aparência similar a estrelas no céu terrestre também podem ser categorizadas como estrelas fixas.